# سیارک ۱۰۸۳۱
سیارک ۱۰۸۳۱ (به انگلیسی: 10831 Takamagahara، نامگذاری:1993VM2) ده هزار و هشتصد و سی و یکمین سیارک کشف شده‌است که در ۱۵ نوامبر ۱۹۹۳ کشف شد.
قدر مطلق سیارک برابر ۱۵٫۰۰ است.